# MDTV
MDTV (PT MDTV Media Technologies Tbk) – indonezyjska stacja telewizyjna.
Została uruchomiona w 2013 roku pod nazwą NET (News and Entertainment Television, zapis stylizowany: NET.). W listopadzie 2024 roku została przejęta przez MD Entertainment. Zmieniono nazwę na PT MDTV Media Technologies Tbk (MDTV).